# Färjesång
Färjesång är en diktsamling av Gunnar Ekelöf, utgiven 1941.
Den innehåller flera av hans mest kända dikter, bland andra Eufori, En värld är varje människa och Tag och skriv. Boken finns med i De 50 bästa diktsamlingarna.

## Mottagande
Färjesång utkom i september 1941 och fick ett respektfullt men inte särskilt entusiastiskt mottagande. Flera kritiker framhöll samlingens intellektuella karaktär och uttryckte besvikelse över att Ekelöf övergivit den mera utpräglat lyriska formen för en torr tankediktning. Artur Lundkvist tyckte att samlingen "med sin saltsmak och kristallkonsistens" kom mycken annan dikt att te sig konventionell, men kände samtidigt en viss saknad efter den mer praktfulla språkliga dräkt av dröm, fantasi och myt, som Ekelöf tidigare framträtt i och nu medvetet lagt av. Karl Ragnar Gierow menade att samlingen snarare består av aforismer och paradoxer än av lyrik i vanlig mening. Också Sten Selander ansåg Färjesång konstnärligt otillfredsställande: "Den karga intellektualismen och frånvaron av all lyrisk glans och värme [kom] läsaren att fråga sig, varför dessa teoretiska spekulationer läggs fram med anspråk på att vara dikt och inte heller fått formen av filosofiska aforismer"  skrev han och menade att Ekelöf är "en alldeles för stor lyrisk begåvning, för att vi skulle ha råd att se honom tappa bort sig själv i abstraktionernas sterila ödeland". Även Karl Vennberg skrev om den intellektuella besatthet som drev Ekelöf ständigt vidare "i tankens ändlösa alléer", men var mer uppskattande än andra kritiker. För Vennberg framstod samlingen som överdådig poesi, "en stor bok för den som lärt sig älska svensk modernism hos dess mest personlige och egenartade företrädare".